# Диево-Городище
Диево-Городище (Деево-Городище) — село в Некрасовском районе Ярославской области России.
В рамках организации местного самоуправления входит в сельское поселение Красный Профинтерн, в рамках административно-территориального устройства является центром Диево-Городищенского сельского округа.
День села — вторая суббота июля.

## Название
Название села отражает его древнее происхождение и былую вотчинную принадлежность. По одному из преданий, принятому и дополненному краеведами, в старину здесь было укреплённое поселение — городище, которое относилось к удельной вотчине князей Деевых.

## География
Село расположено в 18 км от города Ярославля на левом берегу реки Волги. Расстояние до центра сельского поселения — рабочего посёлка Красный Профинтерн, расположенного дальше по берегу Волги — составляет 24 км.

## Население
| 1859 | 1897 | 1914  | 2007 | 2010 |
| ---- | ---- | ----- | ---- | ---- |
| 659  | ↗768 | ↗4690 | ↘314 | ↘273 |

Согласно результатам переписи 2002 года, в национальной структуре населения русские составляли 95 % из 342 жителей.

## История

### Удельное княжество Деевых
Согласно мнению советского археолога и исследователя крепостей эпохи русского средневековья П. А. Раппопорта, Диево-Городище относилось к русским средневековым крепостям XII—XV веков. К такому выводу археолог пришёл по итогам раскопок, проведённых в Ярославской области в 1957 году. Кроме Диева-Городища были обследованы Романово городище в Тутаеве и село Курба.
Годом основания Диева-Городища условно принят 1410-й. Дата связана с деятельностью ярославского князя Ивана Дмитриевича по прозвищу Дей, от которого началась ветвь ярославских князей Деевых, правнука князя Василия Давыдовича Ярославского, зятя Ивана Калиты. По предположению ряда историков и краеведов, Диево-Городище было центром владений этих князей. На правобережье Волги юго-западная граница удельного княжества проходила по реке Туношонке, а юго-восточная — по рекам Солонице и Нерехте. Юго-восточная граница удела князей Деевых совпадала в XV в. с границей Ярославского княжества и являлась так называемой «границей ярославского рубежа». На юге граница удела проходила южнее села Рождествено (сейчас Некрасовский район Ярославской обл.). В «Актах социально-экономической истории северо-восточной Руси» в документах по Ярославским землям за 1460—1480-е годы не раз упоминаются другие владения князей Деевых — села Мясниковское, Рождествено и Титовское, расположенные на территории современного Бурмакинского поселения Некрасовского района на правом берегу Волги.
Меньшая (приблизительно 1/3 часть) удела князей Деевых со «столицей» княжества находилась в XV в. на левом берегу Волги. Западная граница земель здесь проходила, скорее всего, в районе современной деревни Андреевская (между селами Прусово и Диево-Городище), так как в этом районе и в более поздний период проходила граница Диево-Городищенской волости. На севере граница могла доходить до верховьев реки Шиголости, а на востоке — до речки Рыбницы. Так, в 1654 г. царь Алексей Михайлович пожаловал из владений князя Федора Деева половину речки Рыбницы «в ловлю рыбную» патриарху Никону.

### XVI—XVII века
По преданию, в XVI веке в селе родился Фёдор Колычёв, впоследствии митрополит Филипп Московский, открыто порицавший опричнину Ивана Грозного и убитый за это Малютой Скуратовым. Согласно тому же преданию, Колычевы в память о Филиппе построили в 1699 году в селе Деево-Городище на месте деревянного каменный храм Смоленской Богоматери. В 1880-е годы на этом же месте была возведена новая каменная церковь с колокольней, уцелевшие до наших дней.
По писцовым книгам 1626 и 1630 годов половина села Диево-Городище принадлежала стольнику князю Федору Юрьевичу Хворостинину (из рода князей ярославских), а вторая половина числилась за стольником Жданом Юрьевичем Колычевым (в 1638—1640 годах — воевода в Орле). По этим же документам в селе стояли две церкви: первая — Троицы Живоначальной с приделами апостолов Петра и Павла, а также Христова мученика Георгия, вторая — св. Николая Чудотворца с приделом св. Параскевы Пятницы.
Местные помещики активно поощряли развитие крестьянских промыслов. На половине Колычевых в XVII веке было множество прудов и мелких озер для разведения рыбы, уже тогда существовала паромная переправа через Волгу, соединявшая древнюю прямую дорогу (сейчас о существовании этой дороги забыто) из Нерехты в город Романов. При Колычевых получил распространение строительный отход местных каменщиков в Москву. Так в 1667-69 годах крестьяне-каменщики из западной половины села Диево-Городища «Гришка, да Федька, да Костька Григорьевы дети» вместе с известным каменщиком-крестьянином костромского Ипатьевского монастыря Карпом по прозвищу Губа возвели в Москве удивительную по красоте церковь Григория Неокесарийского.
Не отставали от своих соседей и князья Хворостинины. В их половине находились торговые лавки и сапожные мастерские, кузницы. Недалеко от села на Шиголости была ветряная мельница. Они также занимались рыбной ловлей; им принадлежала половина Ивановского (сейчас Кудринское) озера.
В 1699 году «хворостининская» половина села была передана Троице-Сергиеву монастырю. Исследователь хозяйства монастыря М. С. Черкасова в своей статье «Монастырские крестьяне и феодальная рента в Костромском уезда в XVII — начале XVIII вв (по архиву Троице-Сергиевой лавры)» в частности упоминает: «Особенно поражает размер универсального денежного взноса с крестьян стоявшего на Ярославско-Костромском рубеже села Диева-Городища, полученного монастырем в конце XVII века — 400 руб. + 22 руб. бобыльского оброка».

### XVIII — начало XX века

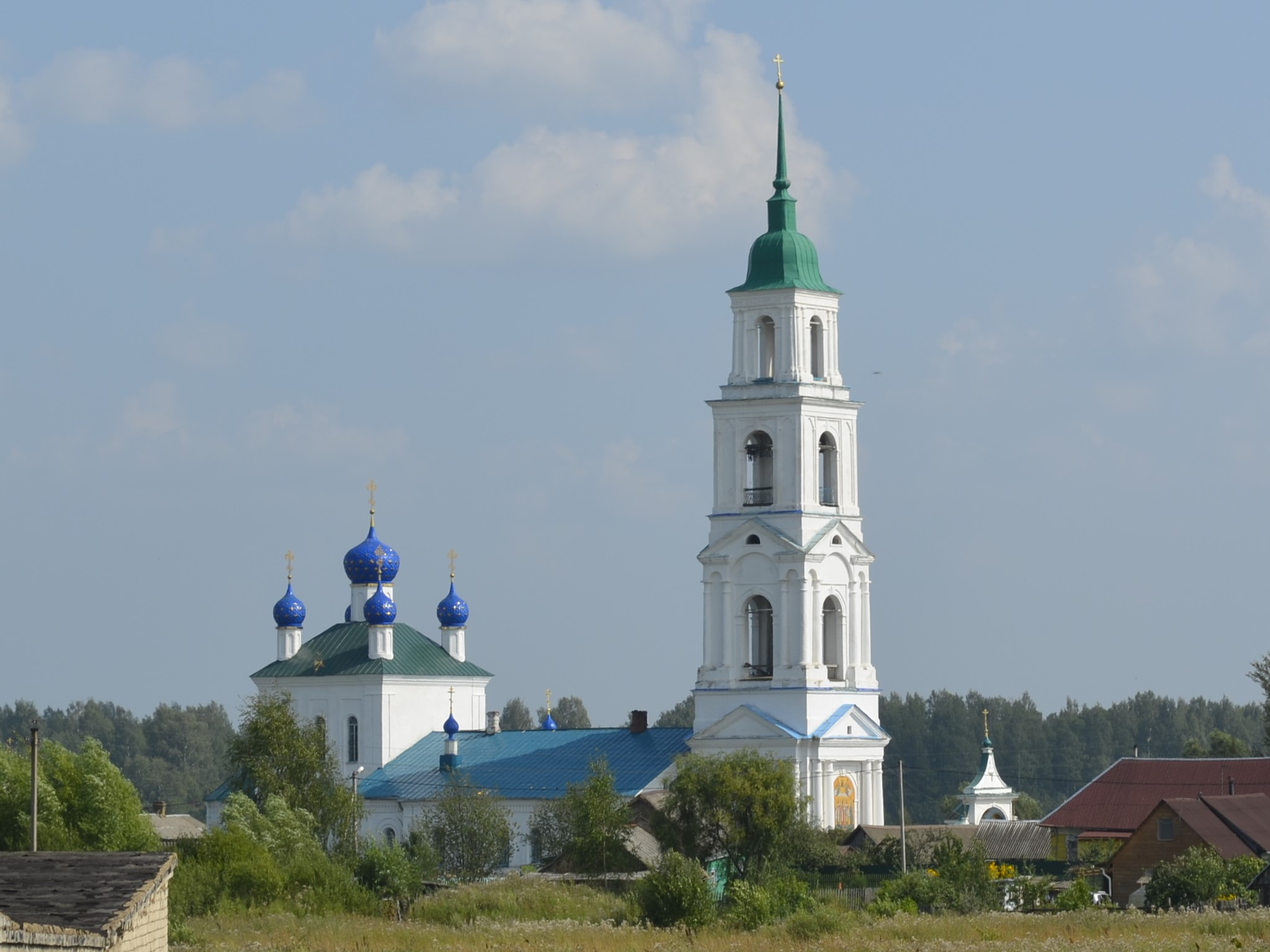
Смоленская церковь в с. Диево-Городище

В 1787 году жители Диева-Городища на свои средства построили каменную Троицкую церковь с колокольней — на узком мысу у впадения реки Шиголость в Волгу. В верхней части колокольни помещались часы с четырьмя циферблатами, ориентированными по сторонам света. В 1872 году церковь и колокольня были перестроены. У подножия храма сохранилась кирпичная церковная ограда конца XVIII — начала XIX века с башенками в готическом стиле. В начале XIX века на Торговой площади была выстроена Никольская часовня.
Поскольку Диево-Городище было весьма богатым селом, то уже с начала XIX века гражданские постройки в нем тоже стали возводить в камне. В архивах сохранились данные о том, что первыми кирпичными зданиями стали волостное правление, гостиный двор, а также купеческие дома. 7 мая 2019 года выявленный объект культурного наследия — «Волостное правление» (Некрасовская ул., 8) — был снесён собственником.
В «Путеводителе по Ярославской губернии» 1859 года про население Диева-Городища сказано, что «жители села и окрестных деревень кроме торговли и рыбной ловли отчасти занимаются судостроением и перегрузкой товаров с больших судов на мелкие во время мелководья на Волге, преимущественно же промышляют малярным и кровельным ремеслом в Москве и Петербурге».
На средства местных купцов и добровольных крестьянских обществ в Диевом-Городище содержались несколько школ, богаделен, библиотека, народная лечебница и пожарное общество, секретарём которого был Фёдор Ершов. Добровольная пожарная дружина была создана в 1898 году, действовала в селе и в радиусе 5 вёрст от него, имела форменную одежду и эмблему. Дружинники оказались настолько сплоченным, творческим коллективом, что организовали в селе любительский театр (Диево-городищенская театральная труппа), а в 1915 году открыли в селе первый кинематограф.
В 1910 году товарищество «Никита Понизовкин и сыновья» открыло в Диевом-Городище картофелетёрочный завод, сырье для которого закупали в селе и окрестных деревнях.

### В период Ярославского восстания 1918 года
В июле 1918 года Диево-Городище стало одним из центров антисоветского восстания в Ярославской губернии. В селе был арестован ярославский губернский продовольственный комиссар Иван Гурьев и создан Комитет спасения Родины. В состав комитета вошли участник Первой мировой войны ефрейтор Павел Кононов, председатель сельского совета Николай Подъячев, учительница Софья Богородская (её семье принадлежала старинная дворянская усадьба в селе Введенском недалеко от Диева-Городища), дьякон Троицкой церкви Апполинарий Витальский, владелец лесопилки и местного кинематографа Александр Ершов, писарь Михаил Кубарев. Восставшие собрали отряд в 800 человек, состоявший из крестьян Диево-Городищенской и Сереновской волостей и отправились в Ярославль за оружием. В Ярославле отряд получил 250 винтовок и 4 пулемёта. Однако к повстанцам в городе присоединились только 60-70 крестьян, остальные вернулись обратно в села для самостоятельной обороны от большевиков.
Тем временем, в Николо-Бабаевском монастыре собрались местные коммунисты, которым удалось скрыться от повстанцев. После того, как к ним присоединился отряд чекистов и красногвардейцев из Костромы, началось планомерное подавление очагов сопротивления в селах и деревнях. Крестьяне Диева-Городища отказались пропустить красноармейцев в Ярославль, поэтому в ночь на 8-9 июля начался штурм села. С пароходов был высажен десант и после недолгой перестрелки сопротивление было подавлено. После захвата села большевики арестовали 10 июля около 100 человек. Ряд восставших расстреляли на месте, других доставили в Костромскую ЧК и расстреляли там. В числе казненных настоятель Троицкой церкви Алексей Великосельский (1865—1918), дьякон Апполинарий Витальский, учительница Софья Богородская, а также жители села Александр Ершов, Константин Тарасов, Исаак Москвин.

## Инфраструктура
В селе расположены отделение связи, средняя общеобразовательная школа. 

Площадь: Торговая.

Улицы: Береговая, Бутырская 1-я, Бутырская 2-я, Васильевская, Вишнёвая, Гражданская, Заречная, Зелёная, Красная, Лесная, Мира, Набережная, Некрасовская, Никольская, Полевая, Пролетарская, Ранняя, Речная, Садовая, Светлая, Северная, Сиреневая, Солнечная, Сосновая, Спортивная, Строителей, Южная, Ярославская.
Переулки: Заречный, Кустарный, Лесной, Милицейский, Некрасовский, Никитинский, Пушкинский.

## Люди, связанные с селом
- Соколов Павел Петрович (1863, Диевы городища, Ярославская губерния — 1923, Москва) — русский психолог и педагог.
- Великосельский Алексей Александрович (1865 — 30.08.1918) — священник, настоятель Троицкой церкви в селе Диево-Городище, святой новомученик Русской Православной церкви, канонизирован Священным синодом РПЦ в 2001 году[20].
- Некрасов Алексей Сергеевич, майор в отставке, ярославский помещик, отец поэта Н. А. Некрасова. К Диево-Городищенскому стану относилось село Грешнево, где находилась усадьба Некрасовых, поэтому Алексей Сергеевич посещал по делам волостное правление в Диевом-Городище и станового пристава[15].
- Дмитрий Свиргунов и Илья Гадаев (группа Cream Soda)  — музыканты, одни из наиболее влиятельных авторов современной электронной российской музыки. Большинство композиций группы были написаны Диевом-Городище. 20 марта 2023 года Дмитрий Свиргунов погиб, провалившись под лёд Волги рядом с семейным домом в Диевом-Городище.[21]

## В кинематографе
В 1974 году село послужило панорамой для съёмок деревни Борщовки в фильме «Афоня».
Двое жителей села — Марина и Саша — снимаются в документальном сериале Сергея Мирошниченко «Рождённые в СССР». В этом фильме участвуют двадцать человек, которых снимают каждые семь лет, начиная с семилетнего возраста.